# Graz Giants 2022
Questa voce raccoglie le informazioni riguardanti i Graz Giants nelle competizioni ufficiali della stagione 2022.

## Austrian Football League 2022

### Stagione regolare
| Graz 9 aprile 2022, ore 15:00 3ª giornata | Graz Giants | 41 – 25 (14-0 7-0 14-19 6-6) referto | Traun Steelsharks | Stadion Eggenberg |

| Graz 16 aprile 2022, ore 15:00 4ª giornata | Graz Giants | 25 – 26 (6-9 7-7 0-0 12-10) referto | AFC Rangers Mödling | Stadion Eggenberg |

| Praga 1º maggio 2022, ore 15:00 5ª giornata | Prague Black Panthers | 31 – 19 (0-0 10-0 14-13 7-6) referto | Graz Giants | Stadion SK Prosek |

| Graz 7 maggio 2022, ore 15:00 6ª giornata | Graz Giants | 26 – 28 (0-14 19-7 0-7 7-0) referto | Znojmo Knights | Stadion Eggenberg |

| Salisburgo 21 maggio 2022, ore 14:00 Recupero 2ª giornata | Salzburg Ducks | 35 – 20 (7-7 8-0 14-0 6-13) referto | Graz Giants | Max Aicher Stadion |

| Graz 29 maggio 2022, ore 14:00 8ª giornata | Graz Giants | 27 – 24 (0-10 13-7 0-7 14-0) referto | Vienna Vikings | Stadion Eggenberg |

| Telfs 4 giugno 2022, ore 18:00 9ª giornata | Telfs Patriots | 27 – 22 (6-6 7-3 0-7 14-6) referto | Graz Giants | Sportzentrum Telfs |

| Vienna 18 giugno 2022, ore 15:00 10ª giornata | Danube Dragons | 52 – 14 (12-0 9-7 21-0 10-7) referto | Graz Giants | Sportplatz Donaufeld (300 spett.) |

| Innsbruck 25 giugno 2022, ore 18:00 11ª giornata | Tirol Raiders | 24 – 28 (3-7 14-7 0-7 7-6) referto | Graz Giants | Tivoli-Neu Stadion |

| Graz 2 luglio 2022, ore 15:00 12ª giornata | Graz Giants | 19 – 28 (7-14 0-7 6-7 6-0) referto | Danube Dragons | Stadion Eggenberg |

## Statistiche di squadra
| Competizione | %Vittorie | In casa | In casa | In casa | In casa | In casa | In casa | In trasferta | In trasferta | In trasferta | In trasferta | In trasferta | In trasferta | Totale | Totale | Totale | Totale | Totale | Totale |
| Competizione | %Vittorie | G       | V       | N       | P       | Pf      | Ps      | G            | V            | N            | P            | Pf           | Ps           | G      | V      | N      | P      | Pf     | Ps     |
| ------------ | --------- | ------- | ------- | ------- | ------- | ------- | ------- | ------------ | ------------ | ------------ | ------------ | ------------ | ------------ | ------ | ------ | ------ | ------ | ------ | ------ |
| Campionato   | .300      | 5       | 2       | 0       | 3       | 138     | 131     | 5            | 1            | 0            | 4            | 103          | 169          | 10     | 3      | 0      | 7      | 241    | 300    |
| Totale       | .300      | 5       | 2       | 0       | 3       | 138     | 131     | 5            | 1            | 0            | 4            | 103          | 169          | 10     | 3      | 0      | 7      | 241    | 300    |

## Statistiche personali

### Marcatori
| Giocatore        | Ruolo | TD rush | TD recv | TD int | TD p.ret | TD k.ret | TD oth | Xp1 | Xp2 | FG | Saf | Totale |
| ---------------- | ----- | ------- | ------- | ------ | -------- | -------- | ------ | --- | --- | -- | --- | ------ |
| Schütz           |       | 0       | 10      | 0      | 0        | 0        | 0      | 0   | 0   | 0  | 0   | 60     |
| Kapellari        |       | 0       | 7       | 0      | 0        | 0        | 0      | 0   | 0   | 0  | 0   | 42     |
| Mangge           |       | 0       | 5       | 0      | 0        | 0        | 0      | 3   | 0   | 0  | 0   | 33     |
| Adams            |       | 0       | 3       | 0      | 0        | 0        | 0      | 0   | 0   | 0  | 0   | 18     |
| Bleckmann        |       | 2       | 1       | 0      | 0        | 0        | 0      | 0   | 0   | 0  | 0   | 18     |
| Komeyli-Birjandi |       | 1       | 2       | 0      | 0        | 0        | 0      | 0   | 0   | 0  | 0   | 18     |
| Williams         |       | 2       | 0       | 0      | 0        | 0        | 0      | 0   | 1   | 0  | 0   | 14     |
| Kager            |       | 0       | 0       | 0      | 0        | 0        | 0      | 13  | 0   | 0  | 0   | 13     |
| Pirer            |       | 0       | 2       | 0      | 0        | 0        | 0      | 0   | 0   | 0  | 0   | 12     |
| Korger           |       | 0       | 0       | 0      | 0        | 0        | 0      | 5   | 0   | 1  | 0   | 8      |
| Dachs-Wiesinger  |       | 0       | 1       | 0      | 0        | 0        | 0      | 0   | 0   | 0  | 0   | 6      |

### Passer rating
| Giocatore      | G  | Att | Comp | Int | Yds  | TD | NFL    | NCAA   |
| -------------- | -- | --- | ---- | --- | ---- | -- | ------ | ------ |
| Williams       | 10 | 339 | 198  | 7   | 2470 | 29 | 101,03 | 143,71 |
| Dickey         | 1  | 1   | 0    | 1   | 0    | 0  |        |        |
| Mangge         | 1  | 1   | 0    | 0   | 0    | 0  |        |        |
| Ramirez Santos | 1  | 1   | 1    | 0   | 17   | 0  |        |        |
| Zaricin        | 1  | 1   | 0    | 0   | 0    | 0  |        |        |